# Mala-Rijeka-Viadukt

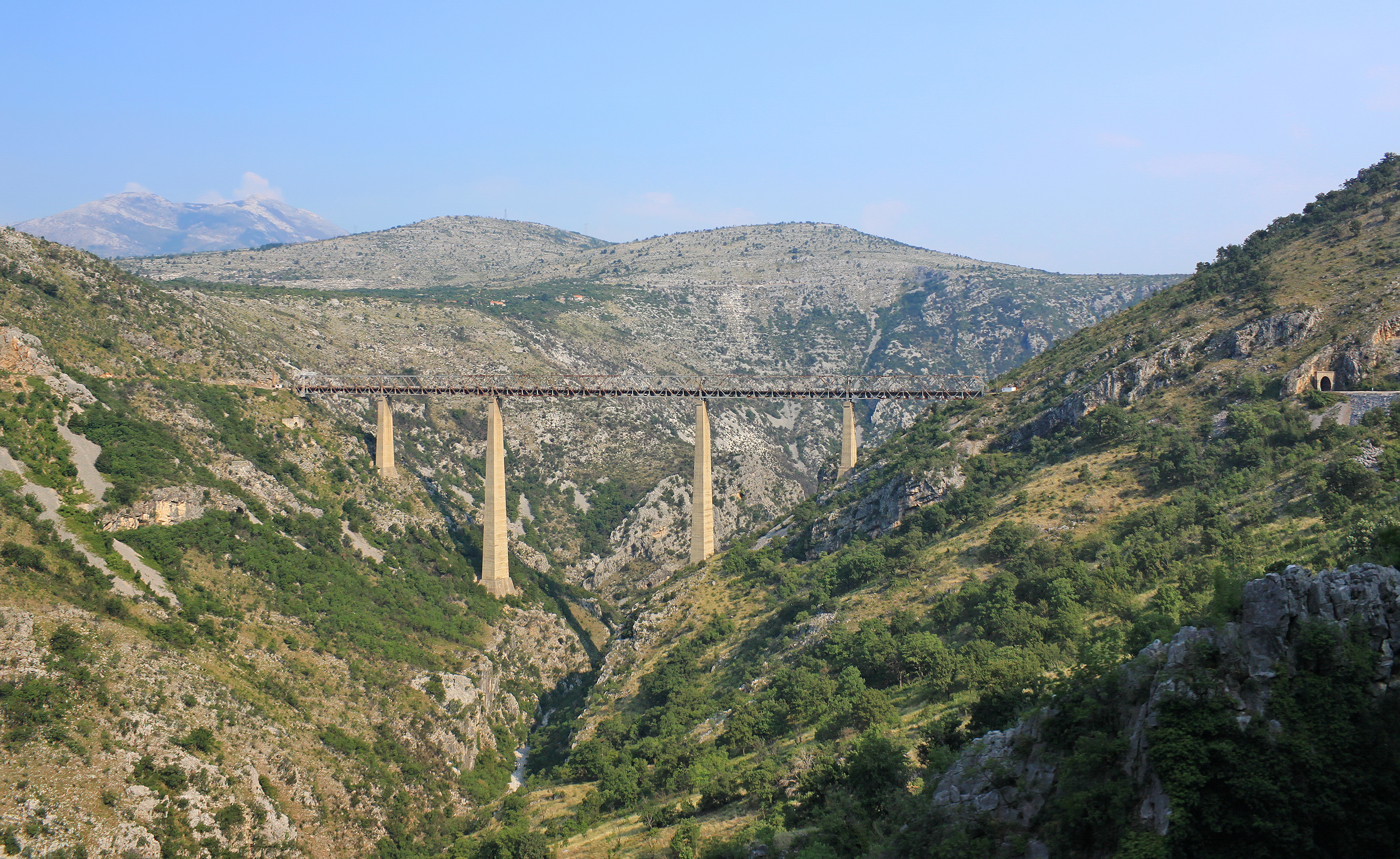
Mala-Rijeka-Viadukt

Das Mala-Rijeka-Viadukt ist eine 498,8 m lange Brücke der Bahnstrecke Belgrad–Bar in Montenegro. Mit 198 m Höhe über Talgrund und 137,5 m hohen Pfeilern ist sie die höchste Eisenbahnbrücke Europas.
Das von 1969 bis 1973 errichtete eingleisige Brückenbauwerk überspannt zwischen den Bahnstationen Kolašin und Bioče das tief eingeschnittene Tal des Flusses Mala Rijeka. Auf beiden Seiten der Brücke geht die Strecke gleich in Tunnel über.  
Die Balkenbrücke weist als statisches System in Längsrichtung einen Durchlaufträger mit fünf Feldern auf, der Stützweiten von 81,2 m, 92,8 m, 150,8 m, 92,8 m und 81,2 m hat. Bis auf ein Endfeld ist die Brücke im Grundriss gekrümmt. 
Der 2650 Tonnen schwere Überbau ist ein Fachwerkkastenträger aus Stahl. Er besteht aus zwei in einem Abstand von 6,5 m angeordneten 12 m hohen Rautenfachwerken mit parallelen Ober- und Untergurten, die mit Windverbänden miteinander verbunden sind. Das Gleis verläuft innerhalb des Kastenträgers über dem unteren Windverband. 
Die Pfeiler sind auf Fels gegründet, wobei für jedes Fundament 8000 m³ Beton benötigt wurde. Die Herstellung der Pfeiler erfolgte mit einer Gleitschalung, der Überbau wurde im Freivorbau errichtet.